# Solid Ball of Rock
Solid Ball of Rock – dziesiąty album studyjny heavymetalowego zespołu Saxon wydany w 1990 roku przez wytwórnię Virgin Records.

## Lista utworów
1. „Solid Ball of Rock” – 4:40
2. „Altar of the Gods” – 3:42
3. „Requiem (We Will Remember)” – 5:18
4. „Lights in the Sky” – 4:07
5. „I Just Can't Get Enough” – 4:39
6. „Baptism of Fire” – 3:12
7. „Ain't Gonna Take It” – 4:53
8. „I'm on Fire” – 4:23
9. „Overture in B-minor / Refugee” – 5:38
10. „Bavarian Beaver” – 1:15
11. „Crash Dive” – 3:07

## Twórcy
| Saxon w składzie - Biff Byford – wokal, miksowanie - Paul Quinn – gitara - Graham Oliver – gitara - Nibbs Carter – gitara basowa - Nigel Glockler – perkusja | Personel - Piet Sielck – programowanie - Kalle Trapp – producent, inżynier dźwięku, miksowanie - Rainer Hänsel – producent wykonawczy |